# Für immer (Unheilig-Lied)
Für immer ist ein Lied der deutschen Rock-Musikgruppe Unheilig.

## Entstehung und Veröffentlichung
Geschrieben wurde das Lied von Bernd Heinrich Graf (Der Graf) und Henning Verlage, produziert wurde das Stück von Kiko Masbaum. Das Lied beschreibt die Unzertrennlichkeit zwischen zwei Personen. Das Stück war die zweite Singleauskopplung aus ihrem siebten Studioalbum Große Freiheit. Die Erstveröffentlichung fand am 21. Mai 2010 in Deutschland und Österreich statt; in der Schweiz wurde die Single erst am 25. Juli 2010 veröffentlicht. Die Single ist als Download, als Maxi-Single mit der B-Seite Die neue Welt und als Digipak mit einem Poster (auf 3.000 Einheiten weltweit limitiert) erhältlich. Das Cover der Single zeigt einen ins Leere schauenden Grafen an einem Strand. Das Lied wurde das erste Mal live bei der Aftershowparty des Eurovision Song Contest 2010 im Fernsehen gespielt.
Das Musikvideo zu Für immer wurde in Berlin gedreht und feierte am 30. April 2010 seine Premiere. Regie führte Marc Helfers. Neben dem Grafen spielt die deutsch-asiatische Schauspielerin Young-Shin Kim mit.

## Rezeption

### Rezensionen
Ulf Kubanke von Laut.de sieht in dem Song einen „veritablen Clubhit“, der „erfreulicherweise authentisch nach Unheilig klingt und jedes Epigonentum außen vor lässt. Das Titelstück glänzt als schunkelnde kleine Perle mit hanseatischem Flair.“

### Charts und Chartplatzierungen
| ChartsChartplatzierungen | Höchstplatzierung | Wochen |
| ------------------------ | ----------------- | ------ |
| Deutschland (GfK)        | 17 (24 Wo.)       | 24     |
| Österreich (Ö3)          | 51 (7 Wo.)        | 7      |
| Schweiz (IFPI)           | 57 (1 Wo.)        | 1      |